# Langley
El langley (Ly) es una unidad utilizada para medir la radiación solar o insolación que llega a la parte superior de la atmósfera de la Tierra o a la superficie de la Tierra en un día o en un mes:
{\displaystyle 1\ {\text{Ly}}=1\ {\frac {\text{cal}}{{\text{cm}}^{2}}}}
Esta unidad recibe su nombre como homenaje a Samuel Pierpont Langley (1835-1916).
La unidad equivalente en el sistema internacional es el julio por cada metro cuadrado:
{\displaystyle 1\ {\frac {\text{J}}{{\text{m}}^{2}}}=2,\!4\cdot 10^{-5}\ {\text{Ly}}}
{\displaystyle 1\ {\text{Ly}}=41,\!8\ {\frac {\text{kJ}}{{\text{m}}^{2}}}}
Una unidad práctica es el kilovatio-hora por metro cuadrado:
{\displaystyle 1\ {\frac {\text{kWh}}{{\text{m}}^{2}}}=86,4\ {\text{Ly}}}

## Ejemplos
- Un lugar a 30° N de latitud recibe el 21 de junio, el día del solsticio de verano una insolación de 1004,7 langleys/día y el 21 de diciembre, día del solsticio de invierno solo 480,4 langleys/día.

- La insolación anual en la parte alta de la atmósfera a diferentes latitudes es:
  - Para el polo la insolación anual es 133,2 kilolangleys/año.
  - En el ecuador asciende a 320,9 kilolangleys/año donde el kilolangley=1000 langleys.